# Медицинская деятельность
Медицинская деятельность  — профессиональная деятельность по оказанию медицинской помощи, проведению медицинских экспертиз, медицинских осмотров и медицинских освидетельствований, санитарно-противоэпидемических (профилактических) мероприятий и профессиональная деятельность, связанная с трансплантацией (пересадкой) органов и (или) тканей, обращением донорской крови и (или) ее компонентов в медицинских целях.

## Признаки медицинской деятельности
- профессионализм,
- добросовестность[2],
- осуществление медицинскими организациями[3] и приравненными к ним индивидуальными предпринимателями[4][5][6][7].

## Виды медицинской деятельности
В зависимости от необходимости лицензирования медицинской деятельности:
- медицинская деятельность, требующая лицензирования[8];
- медицинская деятельность, не требующая лицензирования[9].

Перечень работ (услуг) и тождественных работ (услуг), составляющих медицинскую деятельность (Постановление Правительства РФ от 01.06.2021 N 852):
- медицинские работы (услуги) по:
  - авиационной и космической медицине
  - акушерскому делу
  - акушерству и гинекологии (за исключением использования вспомогательных репродуктивных технологий и искусственного прерывания беременности)
  - акушерству и гинекологии (использованию вспомогательных репродуктивных технологий)
  - акушерству и гинекологии (искусственному прерыванию беременности)
  - аллергологии и иммунологии
  - анестезиологии и реаниматологии
  - вакцинации (проведению профилактических прививок)
  - водолазной медицине
  - военно-врачебной экспертизе
  - врачебно-летной экспертизе
  - гастроэнтерологии
  - гематологии
  - генетике
  - гериатрии
  - гистологии
  - дерматовенерологии
  - детской кардиологии
  - детской онкологии
  - детской урологии-андрологии
  - детской хирургии
  - детской эндокринологии
  - диетологии
  - забору гемопоэтических стволовых клеток
  - забору, криоконсервации и хранению половых клеток и тканей репродуктивных органов
  - заготовке, хранению донорской крови и (или) ее компонентов
  - изъятию и хранению органов и (или) тканей человека для трансплантации
  - инфекционным болезням
  - кардиологии
  - клинической лабораторной диагностике
  - клинической фармакологии
  - колопроктологии
  - косметологии
  - лабораторной генетике
  - лабораторной диагностике
  - лечебной физкультуре
  - лечебному делу
  - мануальной терапии
  - медико-социальной экспертизе
  - медико-социальной помощи
  - медицинской микробиологии
  - медицинским осмотрам (предварительным, периодическим)
  - медицинским осмотрам (предполетным, послеполетным)
  - медицинским осмотрам (предсменным, предрейсовым, послесменным, послерейсовым)
  - медицинским осмотрам профилактическим
  - медицинскому освидетельствованию кандидатов в усыновители, опекуны (попечители) или приемные родители
  - медицинскому освидетельствованию на выявление ВИЧ-инфекции
  - медицинскому освидетельствованию на наличие инфекционных заболеваний, представляющих опасность для окружающих и являющихся основанием для отказа иностранным гражданам и лицам без гражданства в выдаче либо аннулирования разрешения на временное проживание, или вида на жительство, или разрешения на работу в Российской Федерации
  - медицинскому освидетельствованию на наличие медицинских противопоказаний к управлению транспортным средством
  - медицинскому освидетельствованию на наличие медицинских противопоказаний к владению оружием
  - медицинскому освидетельствованию на состояние опьянения (алкогольного, наркотического или иного токсического)
  - медицинской оптике
  - медицинской статистике
  - медицинскому массажу
  - медицинской реабилитации
  - неврологии
  - нейрохирургии
  - неонатологии
  - нефрологии
  - общей врачебной практике (семейной медицине)
  - общей практике
  - онкологии
  - организации здравоохранения и общественному здоровью, эпидемиологии
  - ортодонтии
  - остеопатии
  - оториноларингологии (за исключением кохлеарной имплантации)
  - оториноларингологии (кохлеарной имплантации)
  - офтальмологии
  - патологической анатомии
  - педиатрии
  - пластической хирургии
  - профпатологии
  - психиатрическому освидетельствованию
  - психиатрии
  - психиатрии-наркологии
  - психотерапии
  - пульмонологии
  - радиологии
  - радиотерапии
  - реабилитационному сестринскому делу
  - реаниматологии
  - ревматологии
  - рентгенологии
  - рентгенэндоваскулярным диагностике и лечению
  - рефлексотерапии
  - санитарно-гигиеническим лабораторным исследованиям
  - сердечно-сосудистой хирургии
  - сестринскому делу
  - сестринскому делу в косметологии
  - сестринскому делу в педиатрии
  - скорой медицинской помощи
  - спортивной медицине
  - стоматологии
  - стоматологии детской
  - стоматологии общей практики
  - стоматологии ортопедической
  - стоматологии профилактической
  - стоматологии терапевтической
  - стоматологии хирургической
  - судебно-медицинской экспертизе
  - амбулаторной судебно-психиатрической экспертизе
  - стационарной судебно-психиатрической экспертизе
  - сурдологии-оториноларингологии
  - терапии
  - токсикологии
  - торакальной хирургии
  - травматологии и ортопедии
  - трансплантации костного мозга и гемопоэтических стволовых клеток
  - транспортировке гемопоэтических стволовых клеток и костного мозга
  - транспортировке половых клеток и (или) тканей репродуктивных органов
  - транспортировке органов и (или) тканей человека для трансплантации
  - трансфузиологии
  - ультразвуковой диагностике
  - урологии
  - физиотерапии
  - фтизиатрии
  - функциональной диагностике
  - хирургии
  - хирургии (комбустиологии)
  - хирургии (трансплантации органов и (или) тканей)
  - хранению гемопоэтических стволовых клеток
  - челюстно-лицевой хирургии
  - экспертизе временной нетрудоспособности
  - экспертизе качества медицинской помощи
  - экспертизе профессиональной пригодности
  - экспертизе связи заболевания с профессией
  - эндокринологии
  - эндоскопии.
- тождественные работы (услуги), составляющие медицинскую деятельность:
  - гигиена в стоматологии
  - диабетология
  - наркология
  - судебно-медицинская экспертиза вещественных доказательств и исследование биологических объектов
  - судебно-медицинская экспертиза и обследование потерпевших, обвиняемых и других лиц
  - хирургия (абдоминальная)
  - бактериология
  - вирусология
  - лабораторная микология
  - паразитология
  - медицинские осмотры (предсменные, послесменные)
  - медицинские осмотры (предрейсовые, послерейсовые)
  - однородная амбулаторная судебно-психиатрическая экспертиза, комплексная амбулаторная судебно-психиатрическая экспертиза
  - однородная стационарная судебно-психиатрическая экспертиза,
  - комплексная стационарная судебно-психиатрическая экспертиза (психолого-психиатрическая, сексолого-психиатрическая)
  - лабораторное дело
  - лечебная физкультура и спортивная медицина
  - рентгенэндоваскулярная диагностика и лечение
  - медицинская генетика
  - стоматология профилактическая
  - эндокринология
  - психиатрия-наркология
  - судебно-медицинская экспертиза
  - хирургия
  - медицинская микробиология
  - медицинские осмотры (предсменные, предрейсовые, послесменные, послерейсовые)
  - амбулаторная судебно-психиатрическая экспертиза
  - стационарная судебно-психиатрическая экспертиза
  - лабораторная диагностика
  - спортивная медицина
  - рентгенэндоваскулярные диагностика и лечение
  - генетика.